# Etničke grupe Finske
Etničke grupe Finske: 5.293.000 stanovnika (UN Country Population; 2008.)
- Amerikanci, 2600
- Armenci 200
- Britanci	2800
- Estonci	7900
- Finci	4.828.000
- Francuzi 	1000
- Irački Arapi	1300
- Iranci	1900
- Karelijci 10.000
- Komi-Zirjani	1100
- Kurdi, sjeverni	1300
- Livvi 5200
- Mandarinski Kinezi 1400
- Nijemci	2900
- Poljaci	1200
- Romi	5500
- Rumunji	1000
- Rusi	26.000
- Saami, Inari 700
- Saami, sjeverni	1700
- Saami, Skolt	500
- Somalci	3100
- Srbi	2600
- Šveđani	298.000
- Talijani 	500
- Tatari	1400
- Thai, središnji	1000
- Tornedalci (Länsipohjalaiset) 37.000
- Vijetnamci 2600
- Židovi, finski	1100

## Vanjske poveznice
- Finland